# Lángoló város
A Lángoló város (City on Fire) egy 1979-ben bemutatott kanadai-amerikai katasztrófafilm. Rendezője Alvin Rakoff, főszereplői Barry Newman, Susan Clark, Shelley Winters, Leslie Nielsen, James Franciscus, Ava Gardner és Henry Fonda.

## Cselekmény
William Dudley (Leslie Nielsen) egy közép-nyugat-amerikai város korrupt polgármestere, aki engedélyezte, hogy városa közepén olajfinomító épüljön. Herman Stover (Jonathan Welsh) egy meglehetősen elégedetlen alkalmazott, aki nem kapta meg a várt előléptetését, ráadásul ki is rúgták munkahelyéről, ezért bosszúból elárasztja a területet olajjal és kémiai anyagokkal. Hamarosan hatalmas tűz üt ki, mely további robbanásokat és tüzet okoz az olajfinomítóban és környékén, majd elpusztítva azt már az egész várost fenyegeti a tűzvész. A város újonnan épült kórháza, melynek főorvosa Frank Whitman (Barry Newman) próbálja ellátni a tűz sérültjeit, miközben Risley (Henry Fonda), a tűzoltók vezetője igyekszik felvenni a harcot a tűzzel. Maggie Grayson (Ava Gardner), egy alkoholista riporter a vészhelyzet tudósításával esélyt lát arra, hogy országos színű hírnévre tegyen szert.

## Szereplők
- Barry Newman - Dr. Frank Whitman
- Susan Clark - Diana Brockhurst-Lautrec
- Shelley Winters - Andrea Harper
- Leslie Nielsen - William Dudley
- James Franciscus - Jimbo
- Ava Gardner - Maggie Grayson
- Henry Fonda - Albert Risley
- Jonathan Welsh - Herman Stover

## Forgatás
A filmet részben a Telefilm Canada állami társaság finanszírozta, így a forgatás Montréalban zajlott. A filmben szereplő amerikai sztárok Henry Fonda, James Franciscus, Shelly Winters és Ava Gardner mind számos 70-es évekbeli katasztrófafilmek szereplői, ennek ellenére mellékszereplőként vagy kisebb szerepekben jelennek meg a filmen, a stáb többi tagja jórészt kanadai származású.

## Fogadtatás
A film nem volt sikeres produkció, 5,3 millió dolláros produkciós költségéhez képest kevesebb mint egy millió dolláros bevételt hozott Amerikában. 1989-ben a Mystery Science Theater 3000 című amerikai kultusz komédiasorozat felélesztette a homályból, azóta B-kategóriás katasztrófafilmként tartják számon. A The New York Times szerint a film különleges effektjeinek egy része jó, egy része borzasztó, a többi pedig a kettő között. A timeout.com szerint a Lángoló város egy szokásos katasztrófafilm egy rakás tűzoltóval a pokol közepén, ezt tetézi egy kórház megmentendő kisbabákkal, megoldandó vészhelyzetekkel, Fonda állandó ajakbiggyesztésével. A többi szereplő pedig sikítozik és általában véve irritáló.